# Les Brown
Pour les articles homonymes, voir Brown.
Lester Raymond Brown, né le 14 mars 1912 à Reinerton et mort le 4 janvier 2001 à Pacific Palisades (Los Angeles), est un musicien de jazz américain.
Il a dirigé le big band Les Brown and His Band of Renown de 1938 à 2000,.

## Biographie
Brown est né à Reinerton en Pennsylvanie. Il s'inscrit en 1926 à la Conway Military Band School (qui deviendra plus tard une partie de l' Ithaca College (en)) et est élève du chef d'orchestre Patrick Conway (en) pendant trois ans avant de recevoir une bourse de musique à l'Académie militaire de New York, où il obtient son diplôme en 1932. Brown fréquente l'université Duke de 1932 à 1936 où il crée et dirige le groupe Les Brown and His Blue Devils, qui se produit régulièrement sur le campus de Duke et sur la côte est. Brown emmène le groupe dans une longue tournée estivale en 1936. À la fin de la tournée, alors que certains membres du groupe sont retournés à Duke pour poursuivre leurs études, d'autres restent avec Brown et continuent à tourner, devenant en 1938 le Band of Renown. Le batteur original du groupe, Don Kramer, devient le manager par intérim et aide à définir leur avenir.
En 1945, le groupe fait connaître Doris Day avec leur enregistrement de Sentimental Journey. La sortie de la chanson coïncide avec la fin de la Seconde Guerre mondiale en Europe et devient un thème de retour non officiel pour de nombreux vétérans. Le groupe a neuf autres chansons à succès numéro un, dont I've Got My Love to Keep Me Warm (en).

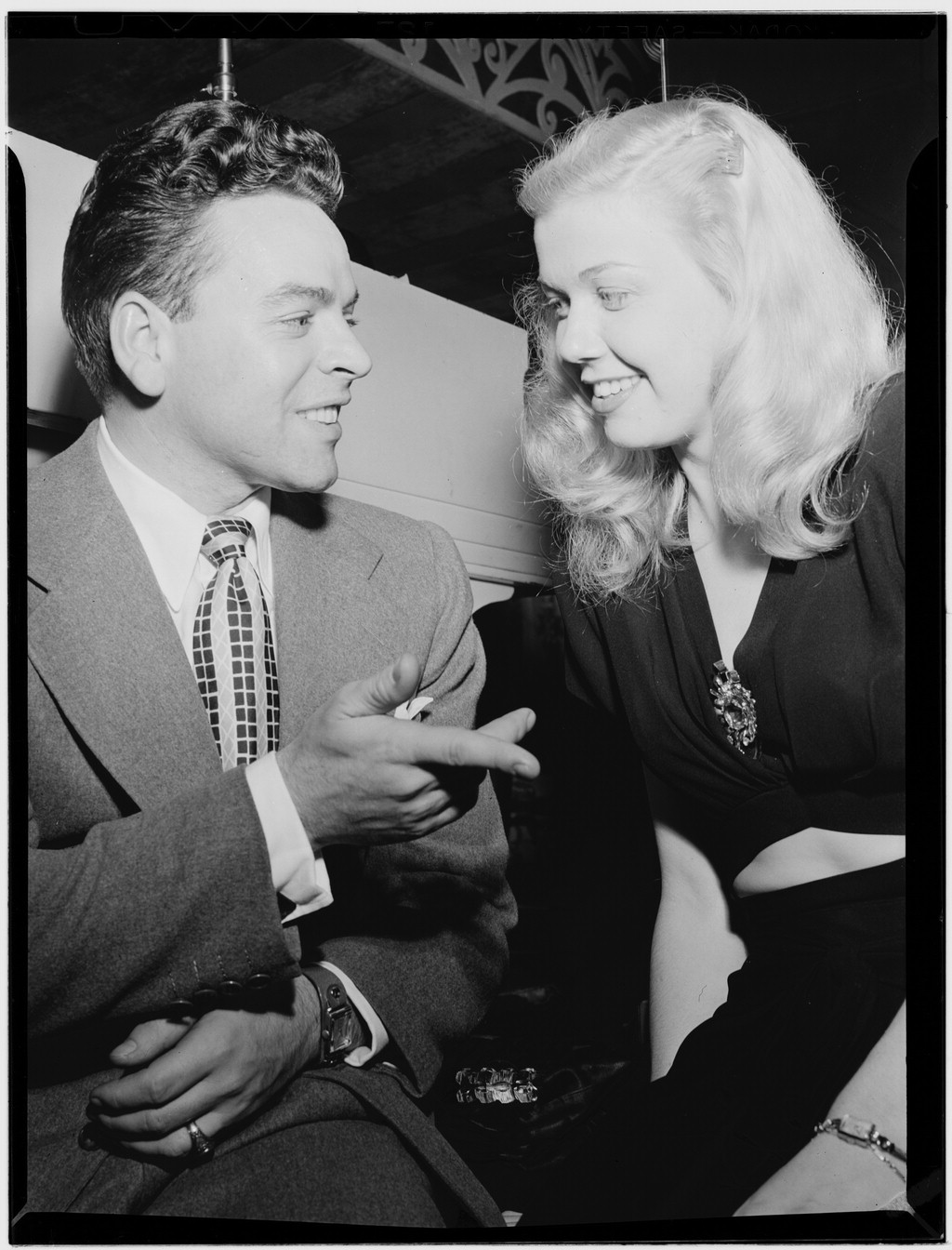
Les Brown et Doris Day

En 1952–1953, Brown est le chef d'orchestre de l'émission de radio de Doris Day, The Doris Day Show', sur CBS.
Les Brown and the Band of Renown joue avec Bob Hope à la radio, sur scène et à la télévision pendant près de cinquante ans. Ils ont fait 18 tournées USO pour les troupes américaines à travers le monde et ont diverti plus de trois millions de personnes. Avant que les Super Bowls ne soient télévisés, les Bob Hope Christmas Specials sont les programmes les mieux notés de l'histoire de la télévision. Tony Bennett est lancé par Bob Hope et fait sa première performance publique avec Brown and the Band.
Le premier film dans lequel Brown et son groupe sont apparus est Seven Days' Leave en 1942 avec Victor Mature et Lucille Ball. Rock-A-Billy Baby, un film à petit budget de 1957, est le deuxième du groupe, et en 1963, il apparait dans la comédie de Jerry Lewis The Nutty Professor jouant leur chanson thème Leapfrog.
Brown and the Band sont aussi le groupe de The Steve Allen Show (en) de 1959 à 1961 et du Dean Martin Show de 1965 à 1972. Brown et son groupe se produisent avec pratiquement tous les artistes majeurs de leur temps, y compris Frank Sinatra, Ella Fitzgerald et Nat King Cole. Le festival annuel Les Brown Big Band, lancé en mars 2006 dans la ville natale de Les, présente des big bands de la région préservant les chansons de l'ère du big band. Lors du festival de 2012 célébrant son 100e anniversaire, la ville de Reinerton renomme la rue près du lieu de naissance de Les en Les Brown Lane. En 2013, sa ville natale adopte comme slogan officiel de la ville « Reinerton : The Town of Renown » en l'honneur de Les et de son groupe.
Les Brown est mort d'un cancer du poumon en 2001 et est enterré au Westwood Village Memorial Park Cemetery de Los Angeles.
Son petit-fils, Jeff « Swampy » Marsh, a co-créé les émissions Phinéas et Ferb et La Loi de Milo Murphy.
Brown a été intronisé au North Carolina Music Hall of Fame (en) en 2010.

## Discographie
- 1949 : Les Brown & His Orchestra, Vol. 2, Hindsight
- 1950 : Connee Boswell, I Don't Know
- 1950 : Connee Boswell, Martha
- 1951 : Over the Rainbow
- 1953 : Palladium Concert 1953 (Group 7, 2005)
- 1954 : Live at the Hollywood Palladium
- 1956 : Dancer's Choice, Capitol
- 1957 : Les Brown & His Band of Renown, Coral
- 1957 : Swing Song Book, Coral
- 1958 : Concert Modern, Capitol
- 1959 : Live at Elitch Gardens 1959
- 1959 : The Les Brown Story: His Greatest Hits in Today's Sound, Capitol
- 1959 : Stereophonic Suite for Two Bands: The Les Brown Band and Vic Schoen and His Orchestra, Kapp
- 1961 : The Lerner and Loewe Bandbook, Columbia
- 1963 : Play Hits From The Sound of Music, My Fair Lady, Camelot, and Others, Columbia
- 1966 : A Sign of the Times, Decca
- 1976 : Today, MPS Records
- 1977 : Goes Direct to Disc, The Great American Gramophone Company
- 1986 : Digital Swing, Fantasy
- 1994 : Anything Goes
- 1995 : America Swings, Hindsight
- 1995 : Bandland / Revolution in Sound, Collectables
- 2001 : Radio Days Live
- 2003 : Sentimental Thing avec Bing Crosby & Billy Eckstine, Sounds of Yesteryear
- 2006 : The Les Brown All-Stars, Group 7
- 2016 : The One and Only, Intersound / Memorylane

## Courts métrages musicaux
- Spreadin' the Jam (1945) dir: Charles Walters
- Les Brown (1948) (10 min) dir: Jack Scholl
- Les Brown and His Band of Renown (1949) (15 min) dir: Will Cowan
- Art Lund-Tex Beneke-Les Brown  (1948) (10 min) dir: Jack Scholl
- Connee Boswell and Les Brown's Orchestra (1950) (15 min) dir: Will Cowan
- Crazy Frolic (1953) (19 min) dir: Will Cowan
- Dance Demons (1957) (14 min) dir: Will Cowan
- Rockabilly Baby (1957) (81 min) dir: William F.Claxton

## Télévision
- Bob Hope Show  (1945) NBC Radio
- Bob Hope Show (1959–1966) NBC
- The Steve Allen Show (1958–1960) NBC
- The New Steve Allen Show (1961) NBC
- Hennesey (1962) CBS
- Hollywood Palace (1964) NBC
- Bob Hope Thanksgiving Show (1964) NBC
- Dean Martin Show (1965) NBC
- Dean Martin Summer Show (1966) NBC
- Rowan and Martin at the Movies (1968) NBC
- Rowan & Martin's Laugh-In (1968) NBC
- Dean Martin and the Golddigger's (1968) NBC
- Bob Hope Special: Joys (1976) NBC
- The Good Old Days of Radio (1976) NBC
- Doris Day's Best Friends (1985) NBC
- Ooh-La-La, It's Bob Hope's Fun Birthday Special from Paris (1981) NBC
- Biography: Doris Day It's Magic  (1985)
- Rocko’s Modern Life